# 中国中央电视台体育赛事频道
中国中央电视台体育赛事频道（频道呼号：CCTV-5+ 体育赛事），又称中国中央电视台赛事频道，是中国中央电视台的第二个免费体育频道，以全高清格式播出，于2013年8月18日9时由原央视高清频道置换而来。体育赛事频道以直播和录播体育赛事为主，不仅有CBA、中超等比赛，还包括部分诸如围甲联赛等中国体育赛事以及NHL等国外赛事，同时也会播出一些比赛集锦。
该频道有时亦会代替CCTV-5转播赛事。（如CCTV-5日常会在晚上约19时30分转播当晚的CBA赛事，但有时会因为要转播关注度更高的赛事而暂停转播，此时CBA的转播任务便会交给CCTV-5+。）

## 历史
中国中央电视台有多项赛事的转播权，因只有体育频道一个频道而无法播放，虽然曾多次申请第二个开路播出的体育频道，但因广电总局对开路频道实施总量控制而无法如愿。另外，随着中国的高清频道数量增多，中国中央电视台高清频道已基本完成了它推广高清电视的历史使命。为了给观众提供更多的体育赛事直播平台，中央电视台拟将原“CCTV-高清”置换为“CCTV5+体育赛事”。
为了频道开播做准备，更为了避免节目内容版权的争议，卫星上的该频道于16日凌晨1时左右由免费不加密方式播出改为免费加密（NDS）方式播出。该频道于2013年8月18日4时开始进行相应节目的试播放，并于9时开始更换台标与频道呼号，这标志着该频道正式开播，原央视高清频道也正式结束广播。
央视体育赛事频道开播后的一段时间，深圳（包括香港部分地区）的觀眾仍能透過在深圳梧桐山发射台發射的地面電視信號47频道收看CCTV-5+频道，但从2017年7月18日起，央视体育赛事频道停止在深圳地面波的传送。另外，与长期无法在IPTV平台播出的CCTV-5不同，CCTV-5+一直可以在IPTV播出。
2023年9月25日，该频道转播杭州亚运会电子竞技王者荣耀的赛事，这是央视自2004年《电子竞技世界》停播后，首次转播电竞赛事。

## 频道文化

### 台标
与央视体育频道类似，CCTV-5+的台标不只出现在左上角，而是会根据转播的具体情况（如比分牌位于荧幕左上方时），将台标移动到右上角。

### 包装
央视体育赛事频道包装与央视体育频道一致。但央视体育赛事频道有时也会播放央视体育频道节目包装。2017年8月27日，央视体育频道、体育赛事频道在天津全运会赛事期间的赛事片头与《体育新闻》等栏目片头出现央视新单线台标。
2018年初，央视体育赛事频道随央视体育频道一同更换包装和频道ID，使用“新单线台标+SPORTS”为概念宣传徽标，同时改版包装和节目角标。体育频道节目中心旗下的风云足球频道也统一改版，CCTV-5+的宣传片中开始使用“中央电视台赛事频道”的名称。
2019年9月底，央视体育旗下频道（CCTV-5、5+、风云足球、高尔夫·网球）再度更换包装和频道ID，不再使用央视新单线台标，改回央视双线台标。

### 开台
CCTV5+在以原「CCTV-高清」呼号和台标进行试播期间，曾与体育频道同步播放中华人民共和国国歌（画面及配乐与体育频道播放的版本一致）、2012年伦敦奥运会中国代表团回顾短片和2012年伦敦奥运会雷声夺冠瞬间短片，该时段在频道正式开播后被取消。

### 广告播放
CCTV-5+在开播初期维持原高清综合频道无商业广告的运作模式，仅在大型综合性运动会或顶级国际性单项赛事转播期间播放由央视广告经营管理中心统一安排的招标广告，及后逐渐开始出现常规商业广告。